# Onesia danielssoni
Onesia danielssoni este o specie de muște din genul Onesia, familia Calliphoridae, descrisă de Hiromu Kurahashi în anul 2001. Conform Catalogue of Life specia Onesia danielssoni nu are subspecii cunoscute.